# Rheinbundakte

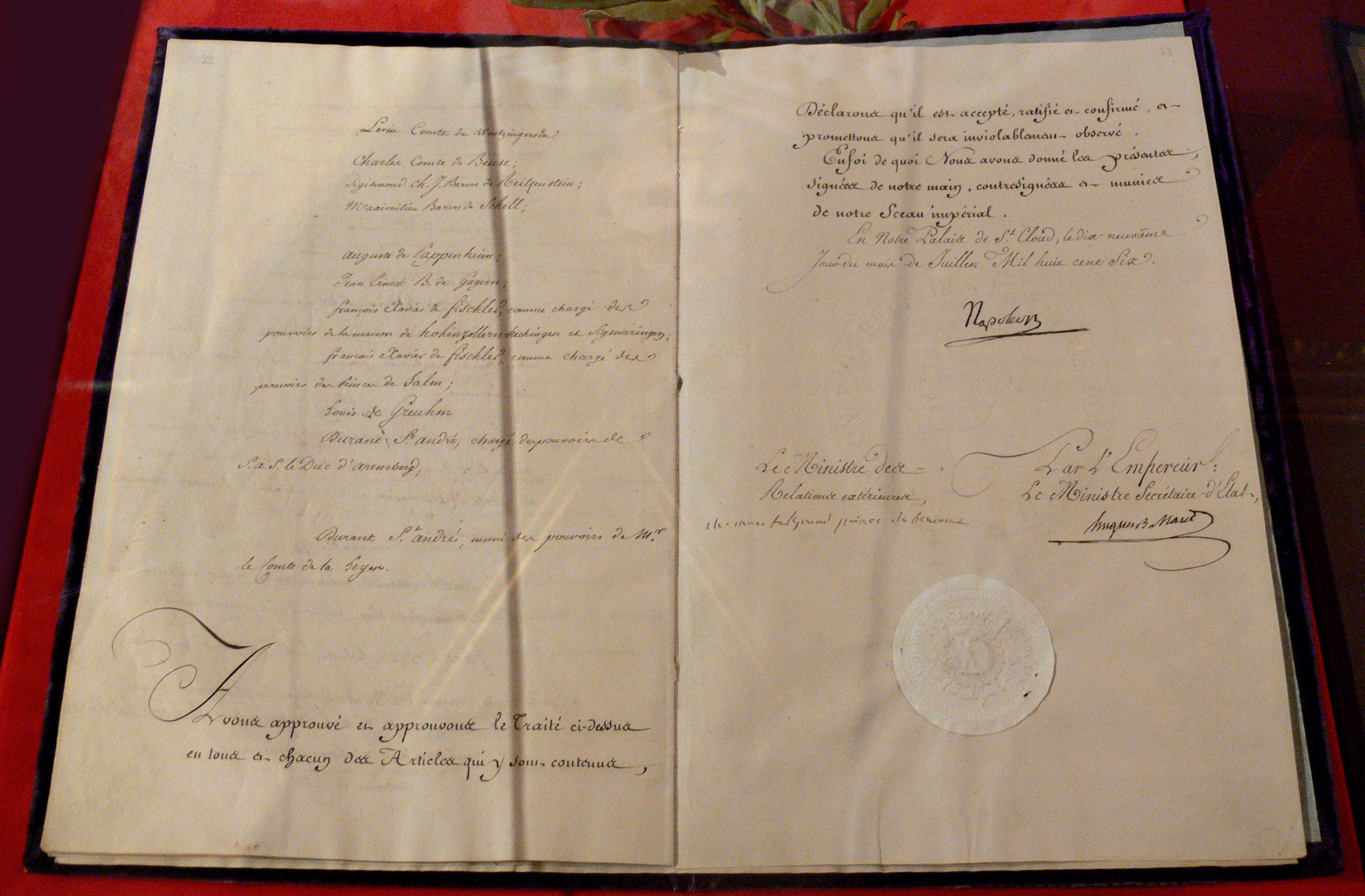
Rheinbundakte vom 12. Juli 1806 mit der Unterschrift Napoleons (Ausfertigung für das Fürstentum Hohenzollern-Sigmaringen)

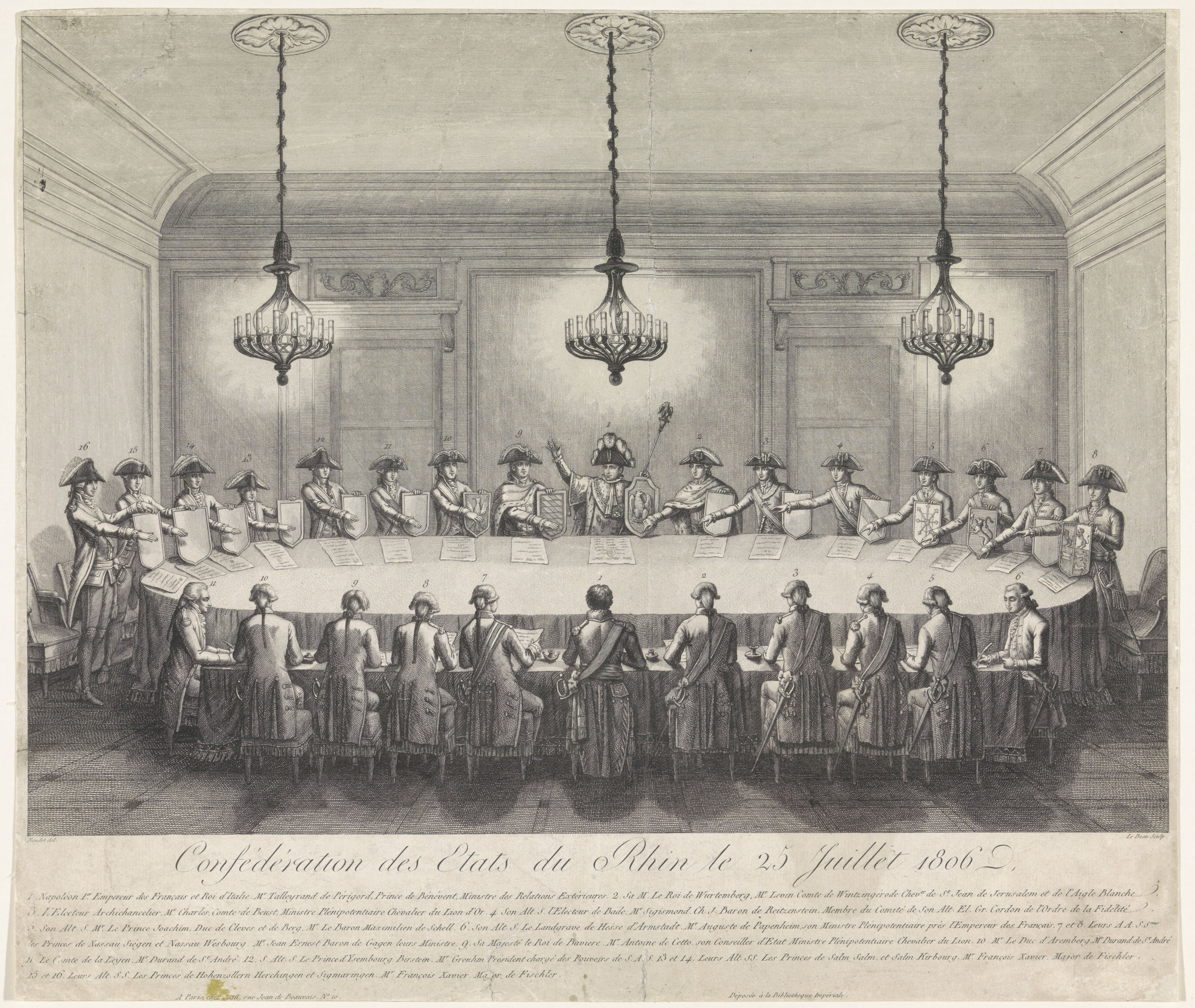
Symbolische Darstellung einer Beeidigung der Rheinbundakte durch Napoleon und die 15 konföderierten Fürsten auf einer Illustration von Thomas Charles Naudet, 1806

Die Rheinbundakte ist der am 12. Juli 1806 in Paris geschlossene Vertrag zwischen dem Bevollmächtigten des französischen Kaisers Napoleon Bonaparte und den Bevollmächtigten 15 deutscher Fürsten. Dieser Vertrag wurde auf Druck Napoleons geschlossen, der eine militärische Übermacht darstellte und der seinen Herrschaftsanspruch über die deutschen Staaten festigen wollte. Die westlich gelegenen deutschen Staaten mussten sich vom Heiligen Römischen Reich Deutscher Nation lösen, sich militärisch unter den Schutz Frankreichs stellen und der mit diesem Vertrag gegründeten Konföderation des Rheinbundes beitreten. Einen Sonderfall bildete das Fürstentum Liechtenstein, das dem Rheinbund nicht durch Unterschrift beitrat, sondern auf der Grundlage von Art. 39 der Rheinbundakte durch Verfügung Napoleons in die Konföderation aufgenommen wurde. Mit diesem Vertrag wurde das Ende des Heiligen Römischen Reiches eingeläutet.

## Inhalt
Im Artikel 1 erklärten die Unterzeichner ihre Trennung vom Gebiet des Reiches und die Bildung einer Konföderation mit dem Namen „Rheinische Bundesstaaten“. Im Weiteren wurde erklärt, dass die Reichsgesetze mit Ausnahme der Bestimmungen des Reichsdeputationshauptschlusses und des Rheinschifffahrtsoktroi keine Geltung mehr für die Bundesglieder hätten. Die Fürsten verzichteten auf alle Titel, die eine Beziehung zum Reich ausdrückten. Außerdem sagten sie zu, bis August 1806 dem Reichstag ihren Austritt aus dem Reich bekannt zu geben.
In Artikel 4 wurde bestimmt, dass der Erzbischof von Mainz, Karl Theodor von Dalberg, bis dahin Reichserzkanzler und Kurfürst, den Titel eines „Fürstprimas“ tragen sollte, ohne dass damit ein Vorrang gegenüber den übrigen Konföderierten verbunden war.
Der Artikel 5 erklärte, dass die Herrscher von Baden, Berg-Kleve und Hessen-Darmstadt den Titel von Großherzögen mit allen Rechten, Ehren und Vorzügen eines Königstitels erhalten würden. Außerdem wurde das Oberhaupt des Hauses Nassau zum Herzog und der Graf von der Leyen zum Fürsten erhoben.
In den folgenden Artikeln ging es um die Ausgestaltung des Bundes. Danach sollten die gemeinsamen Interessen der Mitglieder auf einem Bundestag (auch: Bundesversammlung) verhandelt werden. Dieser sollte seinen Sitz in Frankfurt am Main haben und sich aus dem Kollegium der Fürsten und dem der Könige zusammensetzen. Die Fürsten sollten von jeder nicht zum rheinischen Bund gehörenden Macht unabhängig sein. Die Aufgabe der Souveränität war nur zu Gunsten von Bundesmitgliedern möglich. Konflikte untereinander sollten vom Bundestag entschieden werden. Den Vorsitz des Bundestags wie in der Kammer der Könige hatte der Fürstprimas inne. In der Kammer der Fürsten fiel diese Rolle dem Herzog von Nassau zu.
In Artikel 11 wurde festgelegt, dass die Art und Weise des Zusammentritts, Gegenstände der Beratung und weitere Bestimmungen zum Funktionieren des Bundes und des Bundestags durch ein Fundamental-Statut bestimmt werden sollten. Dieses sollte vom Fürstprimas vorgelegt und von den Mitgliedern ratifiziert werden. Im folgenden Artikel wurde der Kaiser der Franzosen zum Protektor des Bundes ausgerufen. Dieser hatte das Recht, den Nachfolger des Fürstprimas zu ernennen.
In Artikel 25 wurde bestimmt, dass die Mitglieder in ihren Territorien unter Einschluss der Rittergüter die volle Souveränität haben sollten. Damit waren die im Artikel 26 genannten Rechte verbunden: Gesetzgebung, oberste Gerichtsbarkeit, oberste Polizei sowie das Recht zur Truppenaufstellung. Es folgen weitere Bestimmungen zur Garantie der Rechte von Fürsten und Grafen etwa hinsichtlich der Patrimonialgerichtsbarkeit, Feudalrechte und Ähnliches. In schwerwiegenden Rechtsfragen sollten Fürsten und Grafen nur von Ebenbürtigen gerichtet werden können.
In den Artikeln 29 und 30 wurden die Übernahme und Umlage der Kreisschulden der konföderierten Staaten geregelt. Es folgten weitere Bestimmungen zum Recht des Residenzwechsels sowie zur Pension von Beamten und Ordensangehörigen.
Die Artikel 35 bis 38 betrafen den Bereich des militärischen Bündnisses. In Artikel 35 hieß es:
„Zwischen dem französischen Reiche und den rheinischen Bundesstaaten soll in ihrer Gesamtheit sowohl als mit jedem einzelnen ein Bundniß Statt haben, vermöge dessen jeder Krieg auf dem festen Lande, den einer der kontrahirenden Theile zu führen haben könnte, für alle andere unmittelbar zur gemeinsamen Sache wird.“
Es folgen weitere Bestimmungen unter anderem zur Verpflichtung Bayerns, Augsburg und Lindau zu befestigen. Außerdem wurde die Stärke der einzelnen zu stellenden Kontingente festgelegt.
Der Artikel 39 ermöglichte die Aufnahme weiterer Mitgliedsstaaten.
Verbindlicher Vertragstext war die französische Fassung. Die deutschen Versionen, die im Wortlaut sehr unterschiedlich ausfielen, galten demnach als juristisch unverbindliche Übersetzungen.

### Territoriale Änderungen
In den Artikeln 13 bis 24 ging es um territoriale Regelungen zwischen den Mitgliedern. Konkret waren das:
- Das Königreich Württemberg erhält vom Königreich Bayern die Herrschaft Wiesensteig und das Kloster Wiblingen. Vom Großherzogtum Baden erhält es das Gebiet der im Reichsdeputationshauptschluss mediatisierten Reichsstadt Biberach, vom Deutschen Orden die Kommenden Kapfenburg und Altshausen. Die bisher österreichische Stadt Waldsee und die Grafschaft Schelklingen werden ebenfalls Württemberg zugeschlagen. Es erhält außerdem die Besitzungen der Fürsten und Grafen von Truchseß-Waldburg, das Fürstentum Hohenlohe (ohne die Teile, die an Bayern gehen), die Grafschaften Baindt, Egloffs, Gutenzell, Heggbach, Isny, Königsegg-Aulendorf, Ochsenhausen, Roth, Schussenried, und Weißenau und Limpurg-Gaildorf, die Herrschaften Mietingen, Sulmingen, Neuravensburg, Tannheim, Warthausen, Weingarten (ohne Hagnau), Gundelfingen und Neufra, dazu die Besitzungen des Fürsten von Thurn und Taxis (ohne die, die an Bayern und Hohenzollern-Sigmaringen gehen) sowie den Teil des Fürstentum Krautheim, der südlich der Jagst liegt.
- Das Königreich Bayern erhält die Reichsstadt Nürnberg sowie vom Deutschen Orden die Kommenden Rohr und Waldstetten. Es erhält außerdem das Fürstentum Schwarzenberg, die Grafschaft Castell, die Herrschaften Speckfeld und Wiesentheid, vom Fürstentum Hohenlohe die Oberämter Schillingsfürst und Kirchberg, dazu die Grafschaft Sternstein, das Fürstentum Oettingen, die Besitzungen des Fürsten von Thurn und Taxis im Norden des Fürstentums Neuburg, die Grafschaft Edelstetten, die Besitzungen des Fürsten und der Grafen Fugger, das Burggrafentum Winterrieden, die Herrschaften Buxheim und Tannhausen sowie die Heerstraße von Memmingen nach Lindau.
- Das Großherzogtum Baden erhält vom Königreich Württemberg die Grafschaft Bondorf, die Städte Bräunlingen und Villingen sowie das Oberamt Tuttlingen, was jedoch bereits mit dem Tausch- und Epurationsvertrag vom 17. Oktober 1806 wieder rückgängig gemacht wird. Vom Deutschen Orden erhält Baden die Kommenden Beuggen und Freiburg, das Fürstentum Heitersheim wird ebenfalls mit Baden vereinigt. Außerdem erhält Baden das Fürstentum Fürstenberg (ohne Gundelfingen, Neufra, Trochtelfingen, Jungnau und den am linken Ufer der Donau liegende Teil der Herrschaft Meßkirch), das Fürstentum Leiningen, die Grafschaft Tengen, die Landgrafschaft Klettgau, die Herrschaft Hagnau, die Ämter Neudenau und Billigheim, den Teil des Fürstentum Krautheim, der nördlich der Jagst liegt und die auf der linken Mainseite liegenden Besitzungen des Fürsten und der Grafen von Löwenstein-Wertheim ohne die Grafschaften Löwenstein und Limpurg-Gaildorf (an Württemberg) sowie ohne die Herrschaften Heubach, Breuberg und Habitzheim (an Hessen-Darmstadt).
- Das Großherzogtum Berg erhält vom Herzogtum Nassau die Stadt Deutz sowie das Amt Königswinter und das Amt Vilich. Es erhält außerdem das Fürstentum Rheina-Wolbeck, die Grafschaften Homburg, Bentheim, Steinfurt, Salm-Horstmar, Siegen, Dillenburg (ohne die Ämter Wehrheim und Burbach) und Hadamar, die Herrschaften Limburg-Styrum, Bruck, Hardenberg, Gimborn-Neustadt, Wildenberg, Westerburg, Schadeck und Beilstein sowie den rechts der Lahn gelegene Teil der Herrschaft Runkel.
- Das Großherzogtum Hessen-Darmstadt erhält die Burggrafschaft Friedberg, die Grafschaften Erbach, Wittgenstein und Berleburg, die Herrschaften Heubach, Breuberg, Habitzheim, Ilbenstadt und Gedern, von der Herrschaft Riedesel die Gerichte Lauterbach, Stockhausen, Moos und Freienstein, Hessen-Homburg sowie die Besitzungen der Fürsten und Grafen von Solms in der Wetterau mit Ausnahme der Ämter Hohensolms, Braunfels und Greifenstein.
- Das Herzogtum Nassau erhält die Grafschaften Wied-Neuwied, Holzappel und Diez, den dem Fürsten von Wied-Runkel gehörigen Antheil an der Grafschaft Nieder-Isenburg sowie die Ämter Dierdorf, Altenwied, Neuerburg, Hohensolms, Braunfels und Greifenstein, die Herrschaft Schaumburg, von der Grafschaft Dillenburg die Ämter Wehrheim und Burbach sowie den rechts der Lahn gelegenen Teil der Herrschaft Runkel, Kransberg und Mensfelden.
- Das Fürstentum Hohenzollern-Sigmaringen erhält vom Deutschen Orden die Herrschaften Achberg und Hohenfels sowie die Klöster Wald und Habsthal. Die reichsritterlichen Herrschaften Gammertingen und Hettingen wurden ebenfalls Hohenzollern-Sigmaringen zugeschlagen. Hohenzollern-Sigmaringen erhält außerdem die Herrschaften Trochtelfingen und Jungnau, den am linken Ufer der Donau liegenden Teil der Herrschaft Meßkirch und aus den Besitzungen des Fürsten von Thurn und Taxis die Herrschaft Straßberg und das Amt Ostrach.
- Friedrich IV. zu Salm-Kyrburg, einer der beiden Souveräne im Fürstentum Salm, erhält die Herrschaft Gemen.
- Das Fürstentum Isenburg erhält Ysenburg-Büdingen-Büdingen, Ysenburg-Büdingen-Meerholz und Ysenburg-Büdingen-Wächtersbach.
- Das Herzogtum Arenberg-Meppen erhält die Grafschaft Dülmen.
- Der Staat des Fürstprimas erhält die Reichsstadt Frankfurt, außerdem die Grafschaft Rieneck und die auf der rechten Mainseite liegenden Besitzungen des Fürsten und der Grafen von Löwenstein-Wertheim.

## Ausblick
Nach Napoleons Niederlage in Russland riefen der russische Kaiser Alexander I. und der preußische König Friedrich Wilhelm III. in einer Proklamation an das deutsche Volk vom 19. März 1813 alle deutschen Fürsten auf, sich dem Kampf gegen Frankreich anzuschließen, und erklärten den Rheinbund für aufgelöst; einzig die beiden mecklenburgischen Herzogtümer folgten diesem Aufruf sofort und traten der antinapoleonischen Koalition bei. Nachdem die im Sommer des Jahres um Österreich vermehrten Verbündeten Siege über Napoleon errungen hatten, schied auch Bayern mit dem Vertrag von Ried aus dem napoleonischen Rheinbund aus. De facto erlosch die Rheinbundakte nach der Völkerschlacht bei Leipzig.